# Eumerus pulverulentus
Eumerus pulverulentus är en tvåvingeart som beskrevs av Enrico Adelelmo Brunetti 1923. Eumerus pulverulentus ingår i släktet månblomflugor, och familjen blomflugor. Inga underarter finns listade i Catalogue of Life.